# Вольф Бахофнер
Вольф Бахофнер (нім. Wolf Bachofner) — австрійський актор театру і кіно.
Вольф Бахофнер отримав у 1980—1982 роках приватну акторську освіту. Вперше був запрошений на телебачення в 1982 році і зіграв безліч ролей другого плану. З 1987 року він грає в Віденському театрі. Його також можна побачити в різних фільмах.

## Фільмографія

### Фільми
- 1984 — Fliehkraft
- 1990 — Erwin und Julia
- 1990 — Die Spitzen der Gesellschaft
- 1991 — Hund und Katz
- 1992 — Dead Flowers
- 1995 — Nachtbus (Night Bus, Kurzfilm)
- 1995 — Die Ameisenstraße (Ant Street)
- 1996 — Jugofilm
- 1997 — Qualtingers Wien
- 1999 — Viehjud Levi (Jew-Boy Levi)
- 1999 — Schlachten!
- 2002 — Ikarus (Icarus)
- 2009 — Mein Kampf (Himmlischst)

### Телебачення
- 1993 — Dieses naive Verlangen
- 1994—1999 — Комісар Рекс
- 1997 — Tatort (Серіал, Епізод — Eulenburg)
- 1998 — Männer
- 2000 — Jedermann
- 2004 — Blond: Eva Blond! (епізод)
- 2005 — Ich bin ein Berliner
- 2005 — SOKO Wismar (епізод)
- 2005 — Mutig in die neuen Zeiten — Im Reich der Reblaus
- 2006 — Der Winzerkönig (Serie, Episode Blinde Eifersucht)
- 2006 — Mutig in die neuen Zeiten — nur keine Wellen
- 2007 — Vier Frauen und ein Todesfall (епізод)
- 2009 — Schnell ermittelt (Серіал)